# Friedrich Mauritz von Plettenberg
Friedrich Mauritz von Plettenberg (* 19. April 1648 auf Schloss Hovestadt; † 20. Dezember 1714 in Hildesheim) war ein deutscher Subdiakon und Domherr in Hildesheim und Münster.

## Leben
Friedrich Mauritz von Plettenberg wuchs als Sohn des Bernhard von Plettenberg zu Lenhausen (1615–1679) und seiner Gemahlin Odilia von Fürstenberg zu Schnellenberg und Waterlappe (1617–1683) in einer der ältesten und bedeutendsten westfälischen Adelsfamilien auf. Seine Geschwister waren:
- Friedrich Christian (1644–1706, Fürstbischof von Münster),
- Maria Ida, Stiftsdame zu Fröndenberg, ⚭ Johann Friedrich von Beverförde,
- Christian Dietrich (1647–1694, Domscholaster in Hildesheim),
- Ferdinand (1650–1712, Dompropst in Münster),
- Wilhelm († 1711, Domherr in Speyer und Landkomtur des Deutschen Ordens),
- Ursula Helena (1654–1720, ⚭ 1671 Franz Wilhelm von Galen zu Assen (1648–1716)) und
- Johann Adolph (1655–1696, kurkölnischer Kämmerer und Geheimrat)
- Bernhard (1657–1708, Domkantor in Paderborn).

Nach einem Studium am Collegium Germanicum in Rom in den Jahren 1664 bis 1671 setzte Plettenberg sein Studium am 16. August 1672 an der Philipps-Universität Marburg fort. 1665 erhielt er eine Dompräbende in Hildesheim. Der Turnar verlieh ihm im Jahre 1699 eine Präbende in Münster, auf die er am 30. Mai 1713 aus Gesundheitsgründen zugunsten von Friedrich Christian von Plettenberg zu Marhülsen, eines entfernteren Verwandten, verzichtete.
Plettenberg wurde im Hildesheimer Dom begraben.